# Liste der Biografien/Esa
Liste der Biografien |
Portal Biografien |
Personensuche
# |
A |
B |
C |
D |
E |
F |
G |
H |
I |
J |
K |
L |
M |
N |
O |
P |
Q |
R |
S |
T |
U |
V |
W |
X |
Y |
Z |
?
 
Ea |
Eb |
Ec |
Ed |
Ee |
Ef |
Eg |
Eh |
Ei |
Ej |
Ek |
El |
Em |
En |
Eo |
Ep |
Eq |
Er |
Es |
Et |
Eu |
Ev |
Ew |
Ex |
Ey |
Ez
 
Esa |
Esb |
Esc |
Esd |
Ese |
Esf |
Esg |
Esh |
Esi |
Esk |
Esl |
Esm |
Esn |
Eso |
Esp |
Esq |
Esr |
Ess |
Est |
Esu |
Esw |
Esz
Die Liste der Biografien führt alle Personen auf, die in der deutschsprachigen Wikipedia einen Artikel haben. Dieses ist eine Teilliste mit 24 Einträgen von Personen, deren Namen mit den Buchstaben „Esa“ beginnt.

## Esa
- Esa, Hakan (* 1996), türkischer Fußballspieler

### Esaa
- Esaá, Prudencio (1892–1971), venezolanischer Komponist, Musikpädagoge und Pianist

### Esac
- Esack, Farid (* 1959), südafrikanischer islamischer Theologe und politischer Aktivist

### Esag
- Esaĝil-kīn-apli, babylonischer Schreiber, Gelehrter

### Esaj
- Esajas, Dion (* 1980), niederländischer Fußballspieler
- Esajas, Malcolm (* 1986), niederländischer Fußballspieler
- Esajas, Siegfried (1935–2005), surinamischer Leichtathlet

### Esak
- Esaka, Ataru (* 1992), japanischer Fußballspieler
- Esaki, Kazuhito (* 1986), japanischer Fußballspieler
- Esaki, Leo (* 1925), japanischer Physiker

### Esan
- Eșanu, Cristin (* 1995), moldauischer Hürdenläufer
- Eșanu, Nicușor (* 1954), rumänischer Kanute

### Esar
- Ešarra-ḫammat († 672 v. Chr.), Königin von Assyrien

### Esau
- Esau de’ Buondelmonti († 1411), Despot in Epirus (1385/86–1411)
- Esau, Abraham (1884–1955), deutscher PhysikerAbraham Esau (1884–1955)

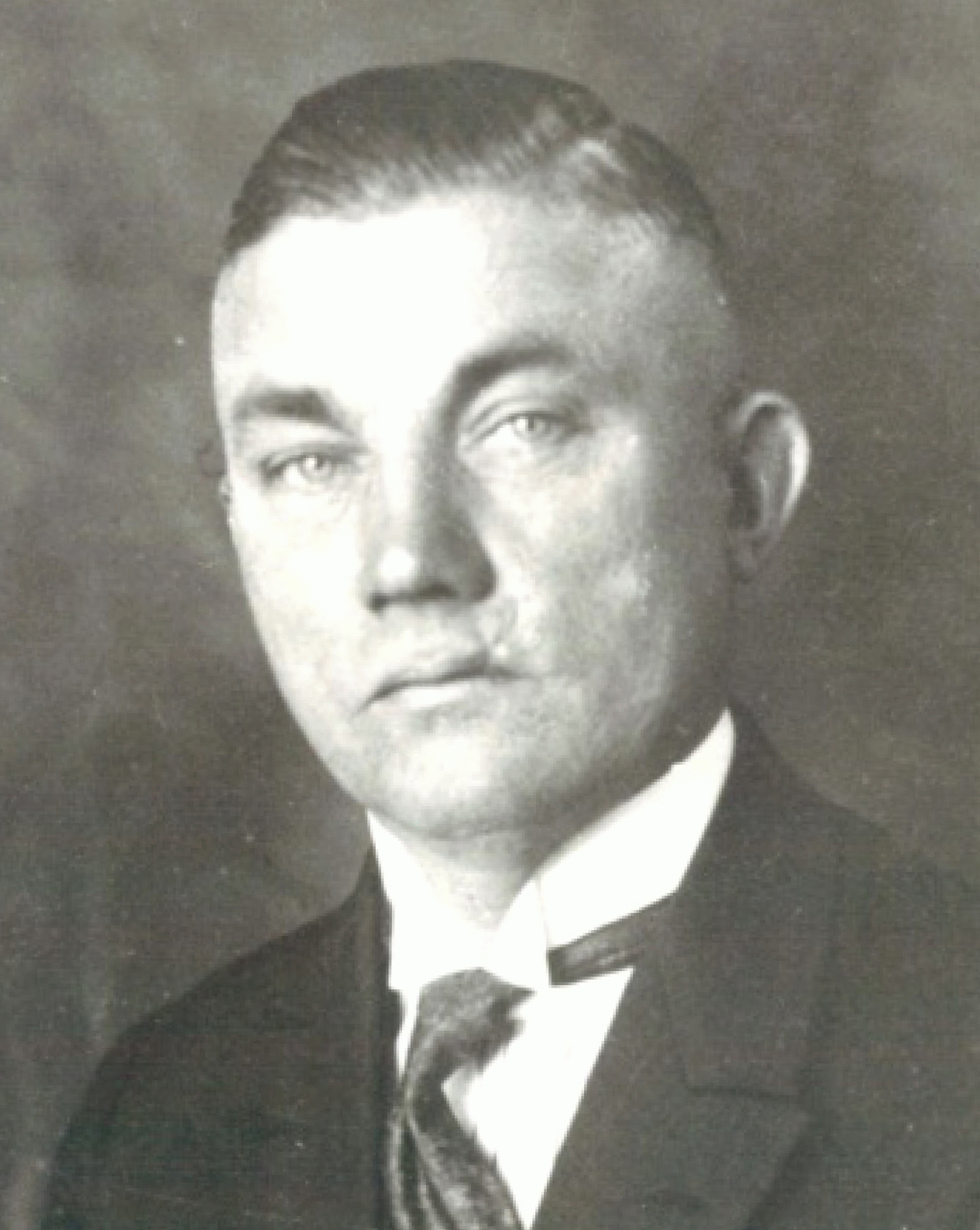
Abraham Esau (1884–1955)

- Esau, Bernhard (* 1957), namibischer Politiker
- Esau, Chantelle (* 1990), südafrikanische Fußballspielerin
- Esau, Christian Philipp (1753–1830), deutscher Goldschmied, Bürgermeister, Landtagsabgeordneter Waldeck
- Esau, Friedrich Ludwig (1786–1855), deutscher Goldschmied, Silberschmied, Bürgermeister, Landtagsabgeordneter Waldeck
- Esau, Katherine (1898–1997), deutsch-russisch-amerikanische Botanikerin
- Esau, Logona (* 1987), tuvaluischer Gewichtheber

### Esaw
- Esaw, Kofi, togoischer Politiker

### Esay
- Esayan, Markar (1969–2020), türkischer Schriftsteller und Journalist armenischer Abstammung
- Esayias, Yeshi (* 1985), äthiopische Marathonläuferin